# Birmania británica
La Birmania británica o dominio británico de Birmania se extendió entre 1824 y 1948. Se inició con las guerras anglo-birmanas, tras las que se convirtió en provincia de la India británica, y finalizó con la independencia de Birmania como estado independiente en 1948.
Después de su victoria en la Primera guerra anglo-birmana en 1826, los británicos se anexionaron varias partes del territorio de Birmania, entre las que se incluían Rakáin, Tenasserim; en 1852, tras la Segunda guerra anglo-birmana se anexionaron la Baja Birmania. Estos territorios fueron designados como provincia menor de Birmania británica, dependiente de la India británica, en 1862. Tras la  Tercera guerra anglo-birmana en 1885, se incorporó la Alta Birmania y al año siguiente se creó la provincia de Birmania , que se convirtió en provincia mayor en 1897. Esta situación se prolongó hasta 1937, cuando Birmania empezó a ser administrada por separado por la Burma Office y la Secretaría de Estado para la India y Birmania. Birmania finalmente obtuvo su independencia completa el 4 de enero de 1948.
Birmania es referida a veces como la "colonia de Escocia", debido al gran papel desempeñado por los escoceses en la colonización y la gestión del país —el más destacado es Sir James George Scott, y la Irrawaddy Flotilla Company.—

## Antecedentes
Entre finales del siglo XVIII y principios del XIX, la monarquía birmana practicó una política expansionista contra sus vecinos que le llevó a invadir y conquistar el reino de Arakán (actualmente Estado de Rakáin) en 1784, lo que llevó las fronteras de Birmania hasta los límites de la India británica.
En 1822 las conquistas birmanas de Manipur y Assam extendieron la frontera entre la India británica y el reino de Ava. Los británicos, con base en Calcuta, tenían sus propios planes para la región, y apoyaron activamente rebeliones en Manipur, Assam y Rakáin. Calcuta declaró unilateralmente Cachar y Jaintia protectorados británicos y se enviaron tropas. La incursión transfronteriza hacia estos nuevos territorios británicos irritó a los birmanos. Convencido de que la guerra era inevitable el comandante en jefe Bandula se convirtió en el principal partidario de una ofensiva política contra los británicos.
Los británicos tenían razones adicionales para la guerra: la expansión de la esfera de influencia de la Bengala británica y el deseo de nuevos mercados para sus manufacturas.
La primera guerra anglo-birmana (1824-1826) terminó con una victoria de la Compañía Británica de las Indias Orientales, en la que Birmania perdió por el Tratado de Yandabo el territorio conquistado previamente en Assam, Manipur y Rakáin. Los británicos también tomaron posesión de Tenasserim con la intención de utilizarlo como moneda de cambio en futuras negociaciones, con Birmania o Siam. A medida que avanzaba el siglo, la Compañía de las Indias Orientales británica empezó a codiciar el territorio y los recursos de Birmania durante una época de gran expansión territorial.
Esta primera guerra fue la más larga y más cara en la historia de la India Británica. Quince mil soldados europeos e indios murieron, además de un número desconocido de soldados del ejército birmano y civiles. La campaña costó entre cinco a trece millones de libras esterlinas (alrededor de 18,5 mil a 48 mil millones en dólares americanos en 2006) lo que originaría una severa crisis económica en la India británica en 1833.
En 1852 el comodoro Lambert fue enviado a territorio birmano y tras una acción marítima contra los birmanos estalló la Segunda guerra anglo-birmana. La guerra provocaría la pérdida de más territorios y una revuelta que acabaría con el rey Pagan Min que fue remplazado por su medio-hermano Mindon Min (1853-78). Este trató de modernizar su reino e impulsar la economía y trasladó la capital a Mandalay. 
El rey Mindon trató de reajustarse al empuje del imperialismo. Promulgó las reformas administrativas y creó una Birmania más receptiva a los intereses extranjeros.
Pero para los británicos no fue suficiente y en 1885, bajo el pretexto de que el rey, Thibaw Min, era un tirano simpatizante de los franceses, declararon una Tercera guerra anglo-birmana, por la que toda Birmania quedó bajo el dominio del Imperio Británico. Las tropas británicas entraron en Mandalay el 28 de noviembre de 1885 y Birmania se adjuntó al Imperio británico el 1 de enero de 1886.
La resistencia armada birmana continuó esporádicamente durante varios años, y el comandante británico tuvo que obligar a la Corte Suprema de Justicia a seguir funcionando. Los británicos decidieron anexar toda la Alta Birmania como una colonia, y el país entero se convirtió en una provincia del Imperio de la India. La nueva colonia de la Alta Birmania se adjuntó a la Provincia de Birmania el 26 de febrero de 1886. Rangún, después de haber sido la capital de la Baja Birmania Británica, se convirtió en la capital de la provincia.

## Principios de la dominación británica
En 1886, el Reino Unido de Gran Bretaña e Irlanda convirtió Birmania en una provincia de la India británica, con capital en Rangún lo que marcó el comienzo de un nuevo período de crecimiento económico. La estructura social tradicional birmana se alteró drásticamente por la caída de la monarquía y la separación entre religión y Estado. Aunque la guerra terminó oficialmente después de tan solo un par de semanas, la resistencia contra los británicos continuó en el norte hasta 1890 en que finalmente recurrieron a una destrucción sistemática de pueblos y al nombramiento de nuevos funcionarios para detener drásticamente toda la actividad de la guerrilla. Los matrimonios mixtos entre europeos y birmanos dieron a luz a una comunidad eurasiática autóctona conocida como los anglo-birmanos que vendría a dominar la sociedad colonial, por debajo de los británicos, pero por encima de los birmanos. La naturaleza económica de la sociedad también cambió profundamente. Después de la apertura del Canal de Suez, la demanda de arroz de Birmania creció y se pusieron en cultivo grandes extensiones de tierra. Sin embargo, los agricultores se vieron obligados a endeudarse con los prestamistas indios llamados chettiars con altas tasas de interés con el fin de hacer frente a nuevas inversiones para preparar las nuevas tierras. La mayoría de los puestos de trabajo los recibían trabajadores indios, y pueblos enteros recurrieron al 'dacoity "(robo a mano armada). Si bien la economía birmana creció, todo el poder y la riqueza quedó en las manos de varias empresas británicas y en los inmigrantes indios. La administración pública estaba controlada en gran medida por los anglo-birmanos y los indios, mientras que los birmanos fueron prácticamente excluidos del servicio militar, que contaba principalmente con los indios, anglo-birmanos, Karens y otros grupos minoritarios de Birmania. Aunque el país prosperaba, el pueblo birmano no cosechaba los frutos. (See George Orwell's novel Burmese Days for a fictional account of the British in Burma.)

## Movimiento nacionalista
Con el cambio de siglo, un movimiento nacionalista comenzó a tomar forma en las Asociaciones de jóvenes budistas (YMBA), el modelo de la YMCA, como las asociaciones religiosas se les permitió por las autoridades coloniales. Posteriormente fueron continuados por el Consejo General de Colegios de Birmania (GCBA) que fue unido al Wunthanu athin o asociaciones nacionales que sprang up en pueblos de toda Birmania Proper. Una nueva generación de líderes birmanos surgió en el siglo XX, de entre las clases educadas que se les permitió ir a Londres a estudiar Derecho. Ellos salieron de esta experiencia con la creencia de que la situación de Birmania podría ser mejorada a través de la reforma. Progreso de la reforma constitucional en la década de 1920 llevó a una legislatura con poderes limitados, una universidad y una mayor autonomía para Birmania en la administración de la India. Se realizaron esfuerzos también para aumentar la representación de Birmania en la administración pública. Algunas personas comenzaron a sentir que la tasa de cambio no fue lo suficientemente rápido y las reformas no lo suficientemente amplia.
En 1920 la primera huelga de los estudiantes universitarios en la historia[cita requerida] estalló en protesta contra la nueva Ley de Universidades que los estudiantes creían solo beneficiaría a la élite y perpetuaría el dominio colonial. Surgieron Escuelas Nacionales en todo el país en protesta contra el sistema de educación colonial, y la huelga llegó a ser conmemorada como el "Día Nacional". Hubo huelgas y protestas posteriores contra los impuestos en la década de 1920 llevó más adelante por el Wunthanu athins. Cabe destacar, entre los activistas políticos fueron los monjes budistas (hpongyi), como U Ottama y U Seinda en el Rakáin que posteriormente condujo una rebelión armada contra los británicos y más tarde el gobierno nacionalista después de la independencia, y U Wisara, el primer mártir del movimiento en morir después de una prolongada huelga de hambre en la cárcel.  (Una de las principales arterias de Rangún es el nombre de U Wisara.) En diciembre de 1930, una protesta de impuestos locales por Saya San en Tharrawaddy se convirtió rápidamente en primera regional y luego de una insurrección nacional contra el gobierno. Lasting for two years, the Galon rebellion, llamada así por el pájaro mítico Garuda - enemigo de los Nagas es decir los británicos - estampados en los banderines de los rebeldes realizado, requiere miles de tropas británicas para suprimir junto con promesas de reforma política. El juicio final de Saya San, que fue ejecutado, permite varias futuros líderes nacionales, entre ellos el Dr. Ba Maw y U Saw, que participó en su defensa, a la altura de la prominencia.
El mes de mayo de 1930 vio la fundación de laDobama Asiayone (We Burmans Association) cuyos miembros se llamaban Thakin (un nombre irónico como thakin significa "maestro" en birmano— algo así como el indio 'sahib' - proclamando que ellos eran los verdaderos amos del país tienen derecho a la expresión usurpada por los amos coloniales). La segunda universidad huelga de estudiantes en 1936 fue provocada por la expulsión de Aung San y Ko Nu, los líderes de la Unión de Estudiantes de la Universidad de Rangún (RUSU), por negarse a revelar el nombre del autor que había escrito un artículo en su revista universitaria, lo que hace un duro ataque sobre uno de los altos funcionarios de la universidad. Se extendió a Mandalay que conduce a la formación de la All Burma Students Union (ABSU). Aung San y Nu posteriormente se unieron al movimiento Thakin progreso del estudiante a la política nacional.
Los británicos separaron a la Provincia de Birmania de la India británica en 1937 y concedió a la colonia una nueva Constitución para llamar a una asamblea plenamente electo, con muchos poderes atención a los birmanos, pero esto resultó ser un tema divisivo como algunos birmanos consideraron que se trataba de una estratagema para excluir de las reformas más indios, mientras que otros birmanos vi ninguna acción que elimina Birmania desde el control de la India es un paso positivo. Ba Maw fue el primer primer ministro de Birmania, pero se vio obligado a cabo por U Saw en 1939, que sirvió como primer ministro desde 1940 hasta que fue detenido el 19 de enero de 1942 por los británicos para comunicarse con los japoneses.
Una ola de huelgas y protestas que se inició desde los yacimientos del centro de Birmania en 1938 se convirtió en una huelga general con consecuencias de largo alcance. En manifestantes Rangún alumno, tras superar los piquetes de la Secretaría, la sede del gobierno colonial, fueron acusados por los británicos armados con porras de la policía montada y matar a un Universidad de Rangún estudiante llamado Aung Kyaw. En Mandalay, la policía disparó contra una multitud de manifestantes liderados por monjes budistas, matando a 17 personas. El movimiento se conoce como Htaung thoun ya byei ayeidawbon (the '1300 Revolution' named after the Burmese calendar year), and 20 December, the day the first martyr Aung Kyaw fell, commemorated by students as 'Bo Aung Kyaw Day'.

## Zonas fronterizas
Las Zonas Fronterizas, también conocidas como las zonas excluidas o zonas programadas, componen la mayoría de los actuales estados dentro de Myanmar. Se les administró por separado por los británicos, y se unieron a Birmania para formar la composición geográfica de Myanmar en la actualidad. Las zonas fronterizas estaban habitadas por minorías étnicas, como los Chin, los Shan, los Kachin y los Karenni.

## De la rendición japonesa al asesinato de Aung San
La rendición de los japoneses trajo una administración militar de Birmania, la Administración británica trató de enjuiciar a Aung San y otros miembros del BIA por traición y colaboración con los japoneses. Lord Mountbatten se dio cuenta de que era imposible un juicio teniendo en cuenta el atractivo popular del que gozaba Aung San. Cuando terminó la guerra, el gobernador británico, Sir Reginald Dorman-Smith volvió. El gobierno restaurado estableció un programa político que se centró en la reconstrucción física del país y la discusión tardía de la independencia. El AFPFL se oponía al gobierno que conduce a la inestabilidad política en el país. Una grieta se había desarrollado también en el AFPFL entre los comunistas y Aung San, junto con los socialistas sobre la estrategia, lo que llevó a Than Tun se vio obligado a dimitir como secretario general en julio de 1946 y la expulsión de la CEC de la AFPFL el siguiente mes de octubre. Dorman-Smith fue reemplazado por Sir Hubert Rance como el nuevo gobernador, y casi inmediatamente después de su nombramiento la Policía Rangún fueron a la huelga. La huelga, a partir de septiembre de 1946, luego se extendió a la policía a los empleados del gobierno y estuvo a punto de convertirse en una huelga general. Rance calmó la situación, cumpliendo con Aung San y convencerlo de unirse Ejecutiva del Gobernador del Consejo, junto con otros miembros de la AFPFL. El nuevo consejo ejecutivo, que ahora ha aumentado la credibilidad en el país, comenzaron las negociaciones por la independencia birmana, que concluyeron con éxito en Londres como Aung San- Attlee Acuerdo de 27 de enero de 1947. El acuerdo dejó partes de las ramas comunistas y conservadores de la AFPFL satisfecho, sin embargo, el envío de los Comunistas de Bandera Roja dirigidos por Thakin Soe de metro y los conservadores en la oposición. Aung San también tuvo éxito en la conclusión de un acuerdo con las minorías étnicas de Birmania unificada en la Conferencia de Panglong el 12 de febrero, que se celebra desde entonces como "Día de la Unión". Poco después, la rebelión estalló en Rakáin dirigido por el veterano monje Seinda U, y empezó a extenderse a otros distritos. La popularidad de la AFPFL, ahora dominado por Aung San y los socialistas, se confirmó finalmente cuando ganó una abrumadora victoria en las elecciones de abril de 1947 la Asamblea Constituyente.
Un acontecimiento trascendental sorprendió a la nación el 19 de julio de 1947. U Saw, un primer ministro conservador de Birmania antes de la guerra, dirigió el asesinato de Aung San y varios miembros de su gabinete, incluyendo a su hermano mayor Ba Win, el padre del líder del gobierno en el exilio de la Liga Nacional para la Democracia, Dr Sein Win, mientras se encontraban reunidos. 19 de julio se ha conmemorado desde entonces como Día de los Mártires. Thakin Nu, el dirigente socialista, se le pidió entonces formar un nuevo gabinete, y presidida por la independencia birmana, el 4 de enero de 1948. El sentimiento popular de parte de los británicos fue tan fuerte en el momento en que Birmania no optó por unirse a la Commonwealth, a diferencia de la India o Pakistán.

## Further Readings
- Charney, Michael (2009). A History of Modern Burma. Cambridge: Cambridge University Press.
- Desai, Walter Sadgun (1968). History of the British Residency in Burma. London: Gregg International. ISBN 0-576-03152-6.
- Harvey, Godfrey (1992). British Rule in Burma 1824–1942. London: Ams Pr. ISBN 0-404-54834-2.
- Imperial Gazetteer of India vol. IV (1908), The Indian Empire, Administrative, Published under the authority of His Majesty's Secretary of State for India in Council, Oxford at the Clarendon Press. Pp. xxx, 1 map, 552..
- Naono, Atsuko (2009). State of Vaccination: The Fight Against Smallpox in Colonial Burma. Hyderabad: Orient Blackswan. pp. 238. ISBN 978-81-250-3546-6. ( http://catalogue.nla.gov.au/Record/4729301/Cite Archivado el 30 de julio de 2020 en Wayback Machine.)
- Richell, Judith L. (2006). Disease and Demography in Colonial Burma. Singapore: NUS Press. pp. 238.
- Myint-U, Thant (2008). The River of Lost Footsteps: A Personal History of Burma. Londres: Farrar, Straus and Giroux.

- Datos: Q2376315